# Dermane Karim
Dermane Karim (26 december 2003) is een Togolees voetballer die bij voorkeur als defensieve middenvelder speelt. Hij staat onder contract bij Lommel Sk.

## Clubcarrière

### Jeugd
Op 10-jarige leeftijd trad Karim toe tot de jeugdacademie van Feyenoord Fetteh, dat vanaf 2014 verder ging als WAFA SC. Toen hij eenmaal 16 jaar oud was, keerde hij terug naar zijn geboorteland Togo, waar hij zich aansluit bij Planète Foot. Karim kwam in 2022 in de Feyenoord Academy terecht.

### Feyenoord
Op 11 mei 2022 maakte hij zijn officiële debuut in de met 0-1 gewonnen uitwedstrijd bij Go Ahead Eagles. Karim kwam na 84 minuten in het veld voor Jens Toornstra.

## Carrièrestatistieken
| Seizoen        | Club           | Competitie     | Competitie | Competitie | Beker | Beker | Internationaal | Internationaal | Overig | Overig | Totaal | Totaal |
| Seizoen        | Club           | Competitie     | Wed.       | Dlp.       | Wed.  | Dlp.  | Wed.           | Dlp.           | Wed.   | Dlp.   | Wed.   | Dlp.   |
| -------------- | -------------- | -------------- | ---------- | ---------- | ----- | ----- | -------------- | -------------- | ------ | ------ | ------ | ------ |
| 2021/22        | Feyenoord      | Eredivisie     | 1          | 0          | 0     | 0     | 0              | 0              | 0      | 0      | 1      | 0      |
| Carrièretotaal | Carrièretotaal | Carrièretotaal | 1          | 0          | 0     | 0     | 0              | 0              | 0      | 0      | 1      | 0      |

Bijgewerkt op 11 mei 2022.

## Interlandcarrière
Karim komt sinds 2022 voor verschillende nationale jeugdelftallen van Togo uit. Ook maakte hij zijn debuut voor het Togolees elftal.